# روبن آلکالا
روبن آلکالا (اسپانیایی: Rubén Alcala‎؛ زادهٔ ۲۱ ژوئن ۱۹۵۳) بازیکن بسکتبال اهل مکزیک است. وی در بازی‌های المپیک تابستانی ۱۹۷۶ شرکت کرده‌است.